# スウェーデン車

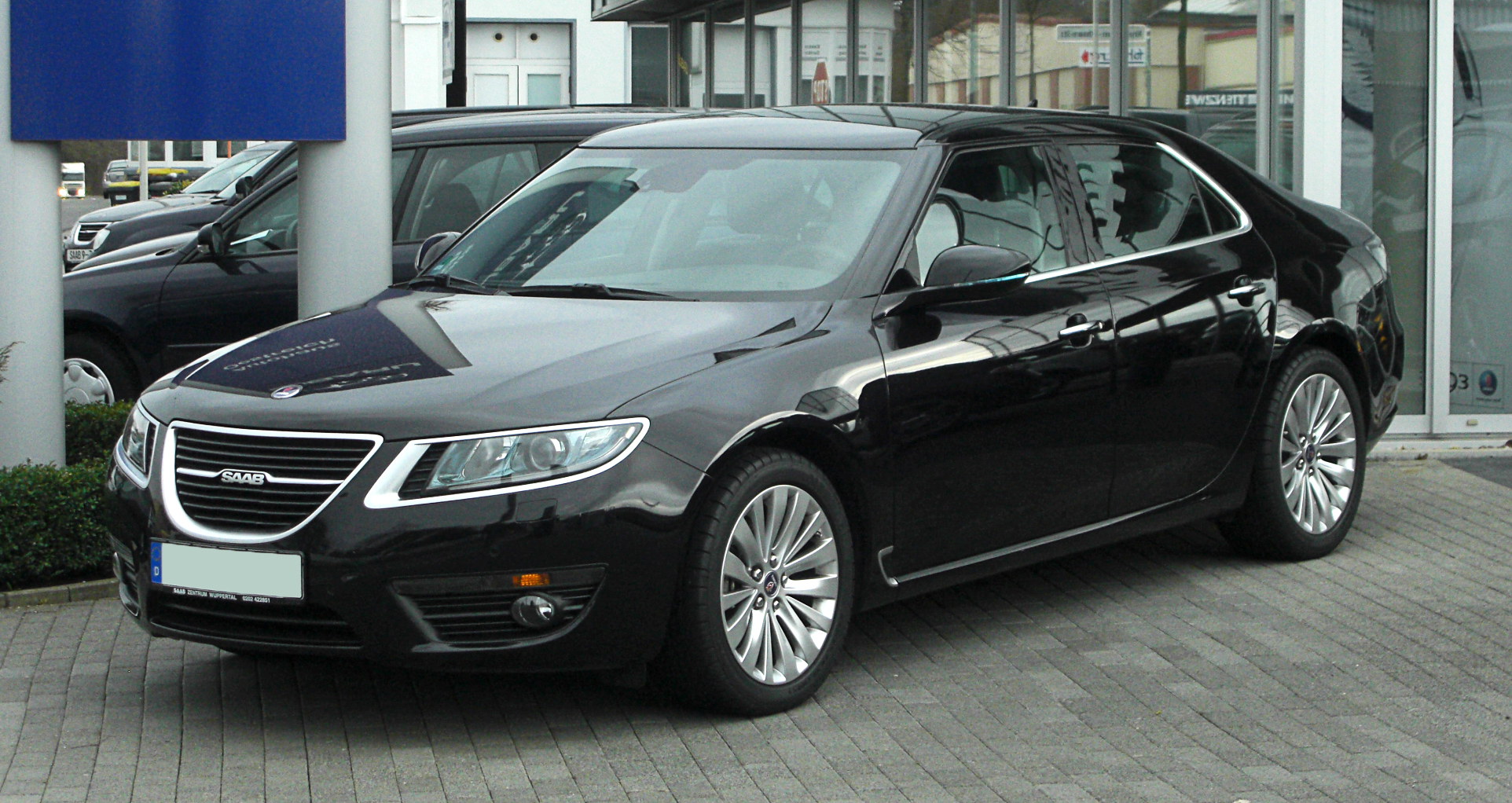
サーブ・9-5

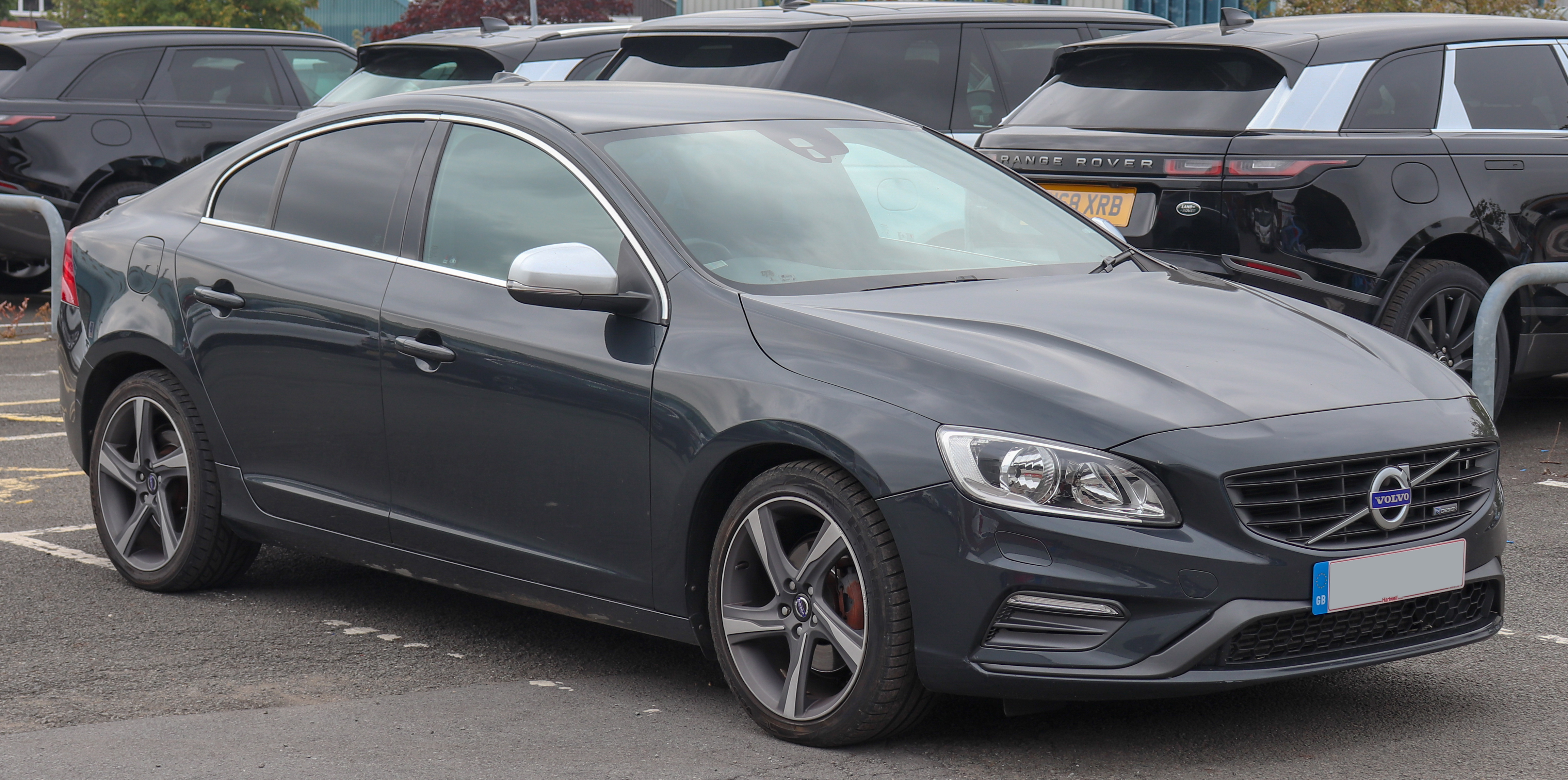
ボルボ・S60

スウェーデン車（スウェーデンしゃ）とは、スウェーデンで生産される自動車（スウェーデン製自動車）、もしくはスウェーデンを本拠とするメーカーやブランドが販売する自動車（スウェーデンブランド車）のことである。

## 主なスウェーデン車
- サーブ（SAAB） - ナショナル・エレクトリック・ビークル・スウェーデン（NEVS）
- ボルボ（Volvo）
  - ボルボグループ - ボルボ・トラックス
  - ボルボ・カーズ - ポールスター
- ケーニグセグ（Koenigsegg）
- ヨッセ（英語版）（Josse）
- スカニア（SCANIA）